# Гней Сервилий Гемин
Гней Сервилий Гемин (на латински: Gnaeus Servilius Geminus; † 2 август 216 пр.н.е. при Кана в Апулия) e политик, генерал и адмирал на Римската република през втората пуническа война.
Произлиза от патриции фамилията Сервилии. Син е на Публий Сервилий Гемин (консул 252 и 248 пр.н.е.).
През 217 пр.н.е. Гемин е избран за консул заедно с Гай Фламиний. През март пристига със 120 кораба в Корсика и започва офензива против генерал Ханибал при Ариминум (Римини). След убийството на консул Гай Фламиний през април в битката при Тразименското езеро Гемин поема командото заедно с Марк Атилий Регул и се бие в Апулия, Сардиния, Корсика и Северна Африка.
На 2 август 216 пр.н.е. Гемин e убит в битката при Кана против Ханибал. 